# 中朝事實
《中朝事實》是山鹿素行写的一本漢字歷史書，全二卷，並有附錄一卷。寬文九年（1669年）成立。所謂的中朝不是中國和朝鮮，該書稱的中朝，是以日本朝廷為世界中心，稱日本作「中華」、「中朝」、「中國」，稱漢地為「外朝」，認為日本為中朝，才配得上稱為「中華文明之土」。
山鹿素行認為，「外朝」多次被夷狄征服（指中國被北方來的政治影響），已失去文明；且「外朝」自春秋時代以來多次因篡位弒君而改朝換代，不守君臣之義，已失去了「禮」，故不配稱「中國」。而日本則不曾受夷狄侵略，且有二百萬年以來萬世一系的皇統，守禮守義，可稱「中華」。
該書為乃木希典所愛讀，殉死之際，以他所親自所書的朱注之本，贈與昭和天皇。